# Mohammad Keshavarz
Mohammad Keshavarz (in persiano محمد کشاورز‎; Rey, 5 luglio 1982) è un allenatore di calcio a 5 ed ex giocatore di calcio a 5 iraniano, cinque volte campione asiatico con la Nazionale iraniana.

## Carriera
Keshavarz iniziò giocando a calcio in diverse squadre della nativa Rey finché, all'età di ventun anni, decise di cimentarsi nel calcio a 5 accordandosi con lo Shensa Saveh. Riflessivo e pacato, fu capitano carismatico della cosiddetta "generazione d'oro" del calcio a 5 iraniano che, a cavallo degli anni '10, vinse numerose Coppe d'Asia e raggiunse la semifinale della Coppa del Mondo 2016. Al termine di una carriera costellata di trofei e riconoscimenti, intraprese con successo la carriera di allenatore.

## Palmarès

### Giocatore

#### Club

##### Competizioni nazionali
- Campionato iraniano: 7

Shensa Saveh: 2003-2004, 2005-2006
Foolad Mahan: 2009-2010
Shahid Mansouri: 2010-2011
Giti Pasand: 2012-2013, 2016-2017
Tasisat Daryaei: 2015-2016

##### Competizioni internazionali
- AFC Futsal Club Championship: 3

Foolad Mahan: 2010
Giti Pasand: 2012
Tasisat Daryaei: 2015

#### Nazionale
- Coppa d'Asia: 5

Macao 2004, Giappone 2007, Thailandia 2008, Uzbekistan 2010, Uzbekistan 2016

#### Individuale
- Giocatore asiatico dell'anno: 1

2011

### Allenatore
- Campionato iraniano: 2

Giti Pasand: 2021-2022, 2023-2024